# Skogsbeckasin
Skogsbeckasin (Gallinago nemoricola) är en sällsynt asiatisk beckasin  i familjen snäppor.

## Kännetecken

### Utseende
Skogsbeckasinen är en mörk snäppa som kan bli 28–32 centimeter med en för beckasiner relativt kort och bred näbb. Den har svarta ränder på huvudet samt gulbruna ränder på den i övrigt svarta manteln och skapularerna och en svart mantel. På undersidan av vingen syns täta och mörka band. Benen är gröna. I flykten syns rätt rundade vingar. Liknande bergbeckasinen (Gallinago solitaria) är mindre och mindre kraftigt tecknad.

### Läten
På häckplats hörs långa serier med nasala toner i spelflykt, i engelsk litteratur återgivet som "check-check-check" "che-dep che-dep che-dep ip-ip-ip ock ock".

## Utbredning och systematik
Fågeln häckar kring Himalaya i nordvästra och nordöstra Indien, Nepal, Bhutan och sydöstra Tibet samt centrala Sichuan och kanske Yunnan i Kina, främst på höjder av mellan 3 000 och 5 000 meter över havet. Vintertid flyttar merparten av populationen till våtmarker på lägre höjder och vissa flyttar även söderut. Den är regelbunden i små antal i norra Vietnam och som tillfällig eller oregelbunden besökare till centrala och södra Indien, Sri Lanka, Bangladesh, Myanmar, norra Thailand och Laos. Den behandlas som monotypisk, det vill säga att den inte delas in i några underarter.

## Ekologi
Arten häckar från april till juni på alpängar, höglänta våtmarker med spridda låga buskar eller i mer karg terräng med låga snår och klippblock. Vintertid frekventerar den fuktiga områden i och i kanten av städsegröna skogar.

## Status och hot
Jakt var ett stort hot gentemot arten under 1900-talets första hälft och utgör fortfarande ett mindre hot. Det största hotet idag utgörs dock av habitatförluster på grund av mänsklig aktivitet. På grund av detta kategoriseras den av IUCN som sårbar. Världspopulationen uppskattas till endast mellan 3.500 och 15.000 individer.